# Stepping Kirke
Stepping Kirke blev bygget i år 1100 og ligger centralt i Stepping på Langfort 4. Kirkens prædikestol er fra 1588 og er den ældste i Sønderjylland.
Kirken består af romansk kor og skib af granitkvadre og et sengotisk tårn, våbenhus og sakristi af munkesten og genbrugskvadre. Kirken har sit kirketårn vendt mod øst, hvilket er afvigende fra det normale med kirketårnet mod vest. På tårnet sidder kirkens to messingfløje, der har form som et dragehoved og er forsynet med årstallet 1777. Messingfløjene er originale, de er dog blevet repareret for skudhuller i kobberet og genmonteret. Kirken fremstår hvidkalket med blytag og blev fredet i 1952. Nord og syd for kirken ligger der fredede arealer, hvis formål er at sikre udsigten til kirken.